# Carnaval de Algeciras
El Carnaval de Algeciras, llamado también Carnaval Especial utilizando el conocido epíteto de la ciudad, es una fiesta celebrada unos días antes del comienzo de la Cuaresma al modo de otros Carnavales andaluces.

## Historia
El carnaval en la ciudad de Algeciras tiene su origen a finales del siglo XVIII cuando se importan de diversas localidades cercanas la costumbre de celebrar la llegada de la Cuaresma con bailes de disfraces y rondallas callejeras. Es durante el siglo XIX cuando la fiesta va tomando más importancia en la ciudad, de esta época se conservan datos de celebraciones en el Casino de Algeciras y en el lugar conocido como Los Jardines del General, junto al Fuerte de Santiago, similares a las verbenas celebradas durante otras fiestas populares. Ya en estos años la fiesta tenía como principal escenario la Plaza Alta y lugares aledaños, es aquí donde se montaban para la ocasión diversos tipos de kioscos y puestos de venta de golosinas. 
De comienzos del siglo XIX se conocen los nombres de varias agrupaciones carnavaleras que participaban en concursos como Las Mellizas o Las chicas del Charleston. El concurso de agrupaciones comenzó a celebrarse durante el siglo anterior en el Teatro Imperial situado en la Calle Ancha de la Ciudad para trasladarse luego al Casino Cinema, situado en lo que hoy es la Avenida de las Fuerzas Armadas hasta 1937, momento en que se produce la prohibición de la fiesta por parte de la dictadura del general Franco.
Esta prohibición abarca el periodo desde 1937 hasta 1981, año en que se reanudó la celebración de esta fiesta promovida por la concejala de Cultura Silvia Alonso; el primer pregonero de la fiesta en este nuevo periodo será el cronista oficial de la ciudad Don Cristóbal Delgado Gómez, que también será autor de varios libros sobre la historia de esta fiesta. El concurso de agrupaciones comienza esta nueva etapa realizándose en el Teatro Florida, construido en 1945.
En 1983 la agrupación Cine Cómico pasa a formar parte de la historia local como una de las más recordadas de su historia ganando la final del concurso del Teatro Florida y llegando a la final del concurso del Teatro Falla de Cádiz, concurso éste al que suelen acudir las agrupaciones algecireñas. La Peña Cine Cómico, creada a partir del éxito de esa agrupación es aún hoy uno de los pilares básicos del Carnaval Algecireño.

## Actos oficiales
Aparte de la celebración en la calle por parte de los ciudadanos de la ciudad durante el carnaval algecireño el ayuntamiento lleva a cabo varios actos encaminados al divertimento de la ciudadanía.
Días antes del comienzo de la fiesta se produce la coronación de la reina y las ninfas del carnaval y de la reina y ninfa infantil en el Parque María Cristina, para el día antes del comienzo del carnaval en la calle desfilar en la cabalgata.
Desde 2008 el carnaval se celebra dos carpas situadas por el Ayuntamiento de la ciudad en el Paseo Cristina y en la Plaza de Andalucía con la actuación de agrupaciones locales y de otros puntos de Andalucía, también se llevan a cabo concursos de disfraces. Aun con esto la fiesta sigue teniendo como principal lugar de celebración la Plaza Alta y las calles aledañas.

## Las Adas
La fiesta de los carnavales está rodeada de otras celebraciones populares muy características de la ciudad; durante la semana anterior al comienzo del carnaval se celebran en la ciudad las Adas, fiesta popular que permite la degustación gratuita en diversos puntos de la ciudad de varios tipos de especialidades gastronómicas, sobre todo aquellas ligadas al mar y propias del tiempo. 
Las Adas son organizadas por asociaciones culturales y vecinales de los barrios del centro de la ciudad. La primera de las Adas que se celebra es la Adobada de La Bajadilla, en ella se ofrece pescado adobado, la Ortigada del barrio de San Isidro, con sus ortigas fritas se celebra la semana antes de carnaval, la Gran Ada de la Plaza Alta reúne a todas las asociaciones de vecinos el primer sábado de carnaval y en ella se ofrecen todas las especialidades del resto de las Adas, la Inesperada es organizada por la Peña carnavalesca Cine Cómico en la Calle Fuente Nueva se caracteriza por ofrecer cada año un manjar diferente e inesperado, la Fritada es organizada en la playa de Getares por la asociación de vecinos de la zona, en ella se degusta todo tipo de pescaíto frito, finalmente la Peña Ferroviaria ofrece el domingo de carnaval la Chorizada con todo tipo de embutidos.